# 慈眼寺 (春日井市鳥居松町)
慈眼寺（じげんじ）は愛知県春日井市鳥居松町にある黄檗宗に属する寺である。

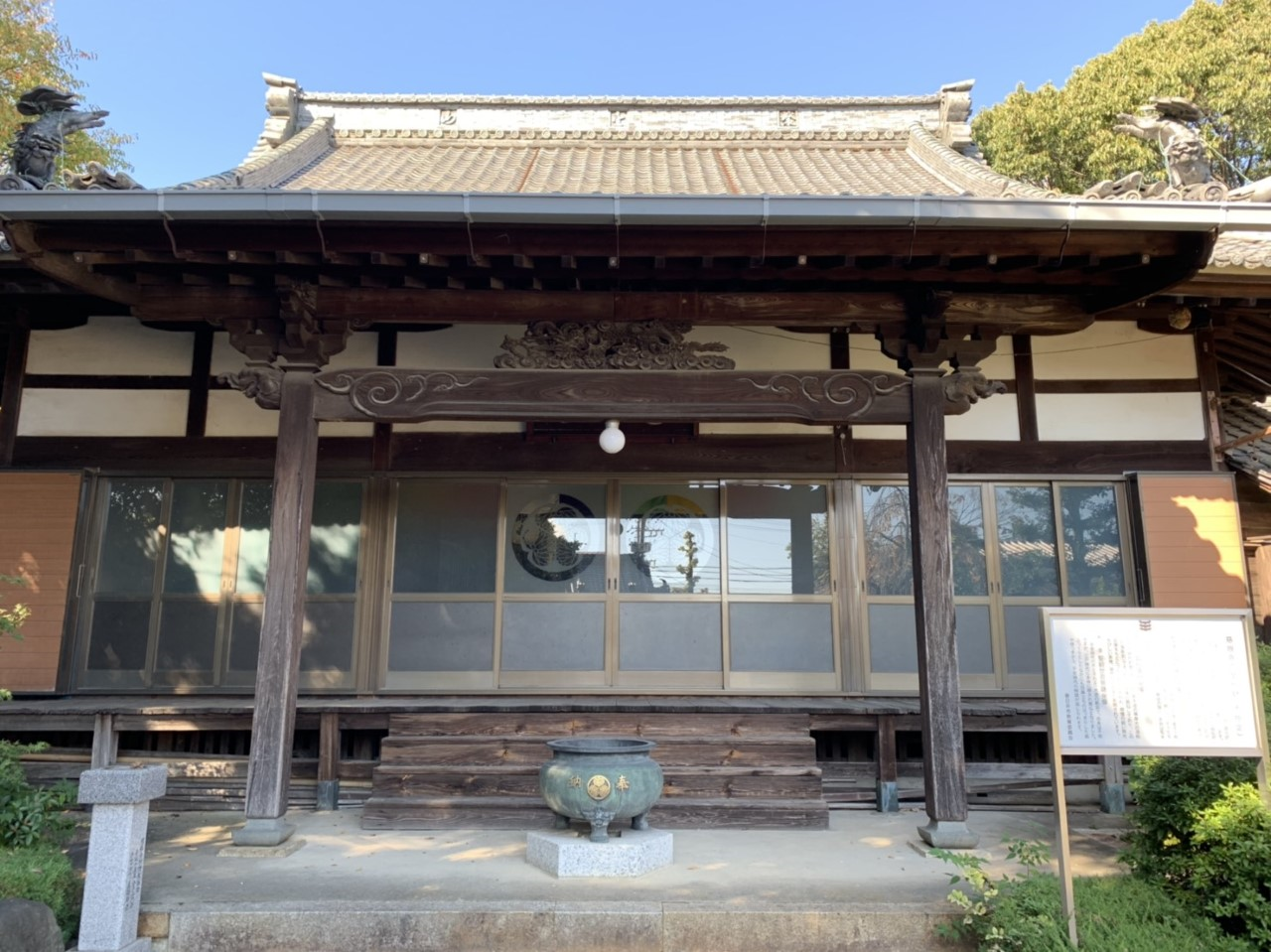
本堂
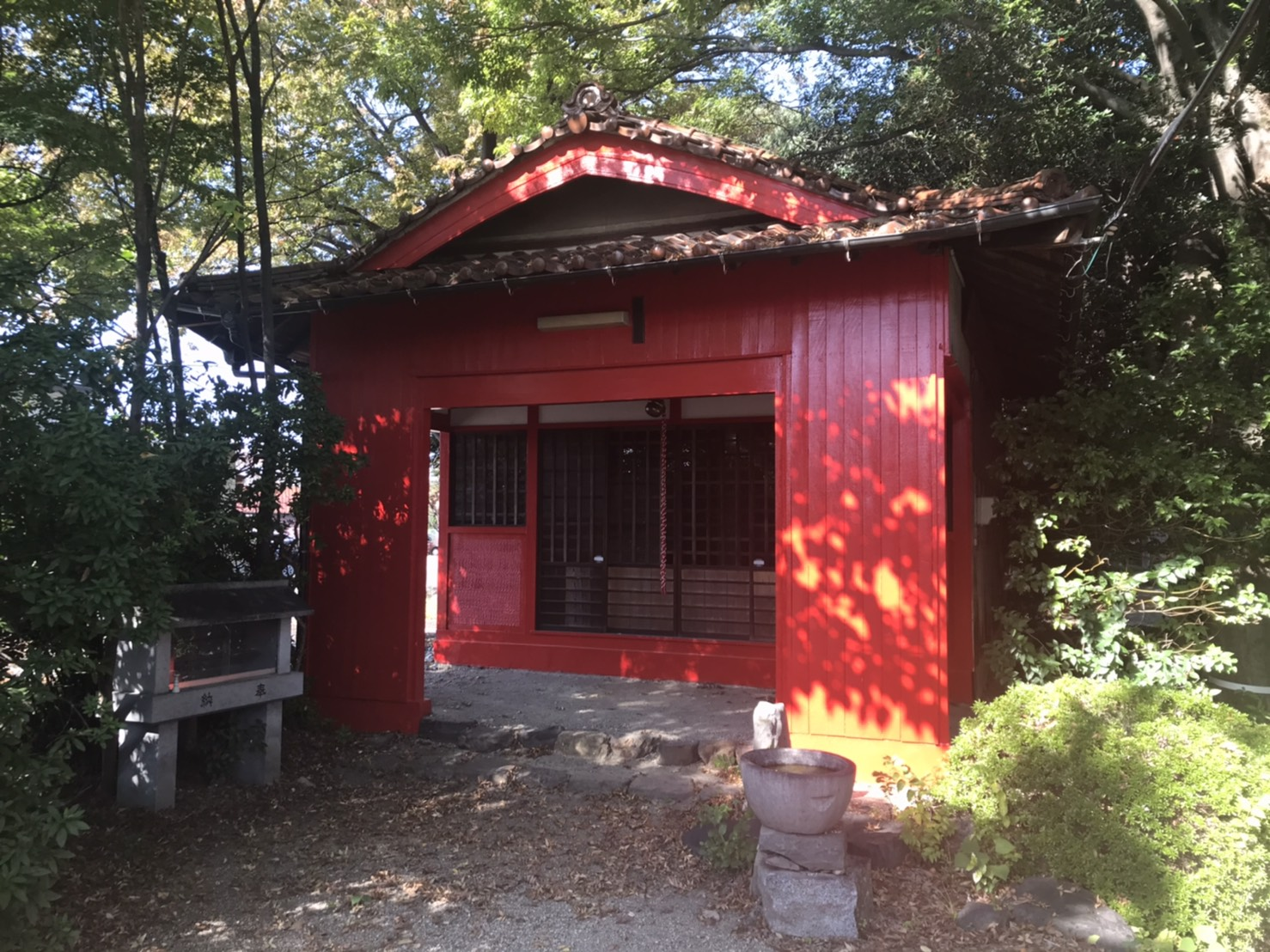
境内社

## 概要
本尊は十一面観音菩薩である。市指定の文化財である、木造越伝道付坐像と、紙本着色越伝道付像、木造聖観世音菩薩坐像を所蔵している。 本山萬福寺二世木庵筆の寺額がある。門も黄檗宗独特のもの。境内には鐘楼門、稲荷社、地蔵堂、弘法堂などがある。開山を越伝とし、中興の祖を単伝とする。

## 歴史
木庵の法弟越伝和尚が尾張藩主の招きで寛文12年 (1672年) 、東春日井郡三渕村 (現在の小牧市) で紫金山慈眼寺を開いた。しかし越伝は間もなくその地を去り、法弟無関が後を継いだが、その後衰えた。越伝の法弟炭伝がこの様子を耳にし、宝永6年 (1709年) 現在地に同名の寺を復興した。

## 文化財

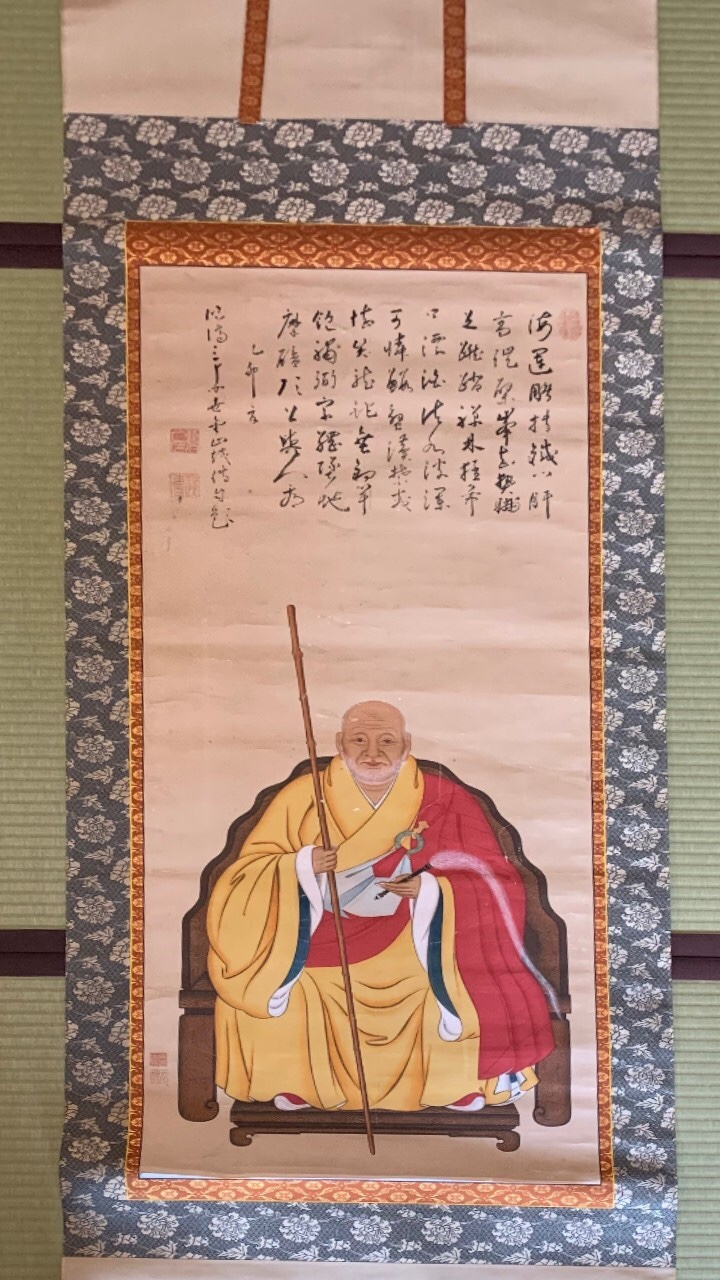
木造越伝道付坐像[2] 江戸時代
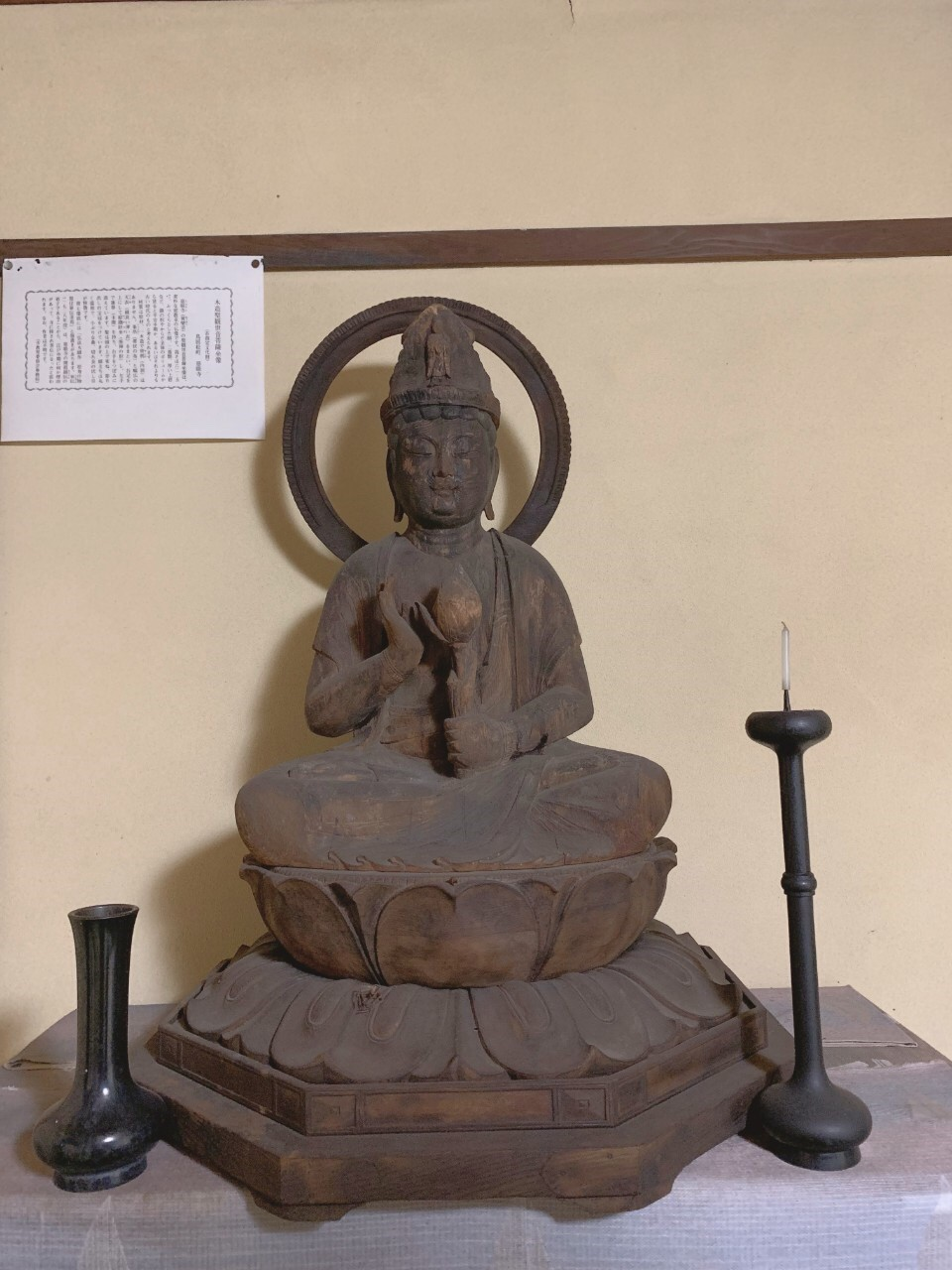
紙本着色越伝道付像[3][4]　江戸時代
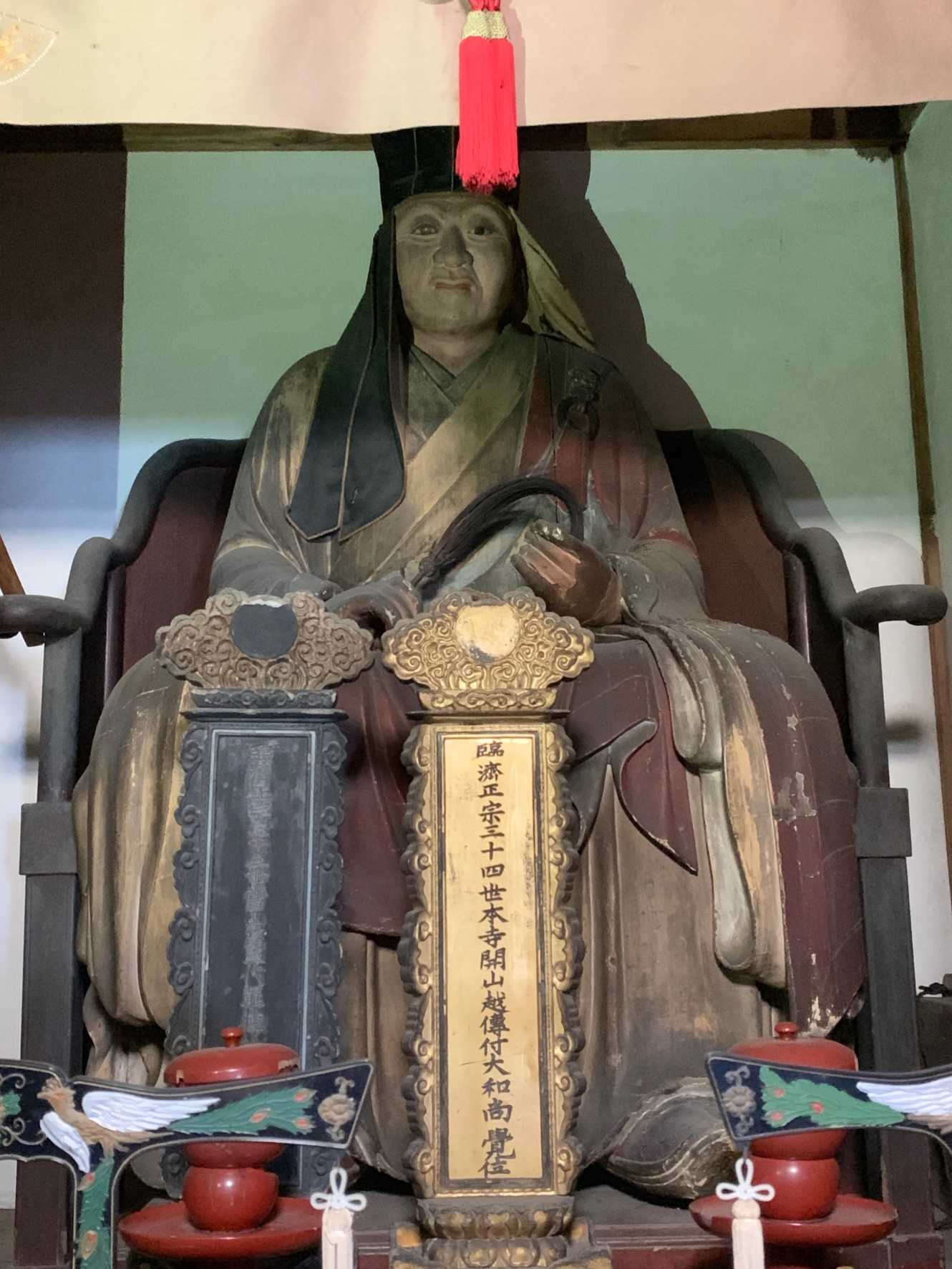
木造聖観世音菩薩坐像[4]　平安中期以降  - 紙本着色越伝道付像
  - 木造聖観世音菩薩坐像
  - 木造越伝道付坐像

## アクセス
- 所在地 : 愛知県春日井市鳥居松町1-40
- 鉄道 : JR勝川駅から徒歩17分（1.4km）
- 名鉄バス : 春日井高校前停留所から徒歩2分、瑞穂通り一丁目停留所から徒歩6分[5]

## 周辺
- 玉鳳山桂林寺 - 柏井町。曹洞宗
- 覺皇山法岑寺 - 松新町。東福寺派
- 常泉院 - 下条町。高野山真言宗
- 圓通山長全寺 - 中切町。曹洞宗
- 瑞雲山地蔵寺 - 大和通。東福寺派
- 岡部山覚成寺 - 朝宮町。大谷派[5]